# Follinus János
Kiscsernai Follinus János, Follinusz (Szolnok, 1818. április 19. – Budapest, 1881. május 29.) színész, rendező, színigazgató, fordító. Lukácsy Antónia férje, Follinus Aurél apja.

## Élete
Iskoláit Pesten végezte s ott hallgatta a gyógyszerészetet is; később atyja gyógyszertárában Nagyabonyban alkalmaztatott. Szép tenor hangja lévén, Bécsben képezte ki magát az éneklésben; azután hazánk több városában mint kedvelt operaénekes szerepelt. 1847-ben a Szabó és Havy társulatába lépett, mely bejárta Ausztriát, Stájerországot és Itáliát. 1848–1849-ben mint honvéd-százados vett részt a szabadságharcban. A szabadságharc után mint vándorszínész megfordult több vidéki városban, többek között Aradon és Kolozsváron, ahol 1860–1866 között a Farkas utcai színház igazgatójaként tevékenykedett, így Aradon is 1866–1873-ban; később még Pécsett és Pozsonyban is működött. 1878-1881 között a Debrecen-nagyváradi társulat rendezője volt.

## Fontosabb szerepei
- Stradella (Flotow)
- Andorási Lajos (Császár Gy.: A kunok)
- Alamir (Donizetti: Belizár)
- Danilowitz (Meyerbeer: Észak csillaga)

## Működési adatai
1844: Hevesi Imre; 1845: Szerdahelyi József, Havi Mihály, Szabó József; 1846: Havi Mihály, Szabó József; 1847: Kilényi Dávid; 1849–51: Gócs Ede, Havi Mihály; 1851–54: Kaczvinszky János, Laczkóczy Ferdinánd, Havi Mihály, Szabó József, Károlyi Lajos; 1955: Havi Mihály, Hegedüs Lajos; 1858–60: Havi Mihály.
Igazgatóként: 1854: Brassó; 1860–66: Kolozsvár; 1866–73: Arad; 1874: Pécs; 1875: Győr; 1876: Pozsony, Pécs; 1878–81: Debrecen, Nagyvárad.

## Munkái
Fordított németből verseket és vegyes cikkeket a Regélőbe (1837. 1840.); értekezése: Vélemény a vándorszínész-társaságokról (Honművész 1839. 94. sz.), Ál-Szigligeti című humoreszkje s Legouvé után fordított novellája (Aradi Hiradó 1859.) sat.
Fordított színművei: Vörös haj, Nőm szolgája, Órás kalapja, Eljegyzés lámpafénynél (Offenbachtól 1859. Havyval együtt), Romeo és Julia (Storch) 1868., Arany Chignon (Jonas), Petaud király udvara (Delibes) és Száz szűz (Lecoque) 1873-ban; először Aradon kerültek színre.